# Darlene Compton
Darlene Compton, née le 21 janvier 1961, est une femme politique canadienne. 
Elle est élue à l'Assemblée législative de l'Île-du-Prince-Édouard lors de l'élection provinciale de 2015 et réélue en 2019. Elle représente la circonscription de Charlottetown-Brighton en tant qu'un membre du Parti progressiste-conservateur de l'Île-du-Prince-Édouard.